# Hülegü
|  | Aquest article tracta sobre el primer Il-kan de Pèrsia. Si cerqueu el sobirà rebel de Lahore, vegeu «Hülegü de Lahore». |

Hulegu o Hülegü Khan (?, 1217 - Maragha, l'Iran, 8 de febrer de 1265) fou el primer il-kan de Pèrsia (1256-1265). Net de Genguis Kan i fill de Tului, el seu germà Mongke, kagan dels mongols, li encomanà el govern hereditari de Pèrsia i la lluita contra els ismaïlites i el Califat Abbàssida.
El domini d'Hülegü es va estendre de l'Amudarià fins a quasi la Mediterrània, i del Caucas a l'oceà Índic, incloent-hi Al-Jazira, el Kurdistan, Armènia, Geòrgia i l'Àsia Menor. El seu títol fou 'il-khan', que vol dir 'kan subordinat [al gran kan]', i fins al temps de Mahmud Ghazan van regnar nominalment en nom del kagan de Mongòlia i després de la Xina.
Budista i de mare i muller nestorianes, va protegir les confessions cristianes; en el camp de la ciència encarregà a Nassir-ad-Din at-Tussí la construcció i la direcció de l'observatori astronòmic de Maragha. La seva muller Doquz Khatun no tan sols va influir en la seva protecció als nestorians, sinó que ella mateixa els va beneficiar. Va fer construir edificis a la riba del llac Úrmia, a Maragha (l'observatori), un palau a Ala Tagh, temples budistes a Khoy i altres, incloent-hi la fortalesa de Shahu Tala en el llac Úrmia, on guardava els seus tresors i on fou enterrat, però la tomba no ha estat localitzada.

## Biografia
Hülegü va néixer el 1217 fill de Tolui, el fill petit de Genguis Kan, i Sorgaqtani, una influent princesa Kerait neboda de Wang Khan. No se sap gaire de la infantesa d'Hülegü, excepte d'una anècdota mencionada a la crònica Jami at-Tawàrikh en la que es diu que ell i el seu germà Kublai es van trobar amb el seu avi Genghis Khan quan tornava de la seva campanya a Transoxània i Iran.

### Conquesta de l'Iran occidental
En 1252 el kagan Möngke va encarregar una campanya dirigida pel seu germà Hülegü contra els nizaris, kurds i lurs de l'Iran occidental, que practicaven el bandolerisme, i el califat abbàssida, per establir un nou khanat a la regió: l'Ilkanat. L'expedició va sortir cap a Pèrsia el 1253 per una ruta preparada amb molta cura, on prèviament es van construir ponts sobre cada riu per facilitar el pas de les tropes; el setembre/octubre de 1255 va arribar a Kan-i Gul prop de Samarcanda, on va acampar i va restar el novembre, i va travessar l'Oxus l'1 de gener de 1256. Els petits sobirans de Pèrsia i el Caucas li van oferir homenatge i va destruir els luris. Durant aquest any va combatre els ismaïlites, va rendir diverses fortaleses i finalment Rukn-ad-Din Khurxah va lliurar la seva inexpugnable fortalesa d'Alamut sense combatre el 1256, que va ser arrasada fins als fonaments.

### Conquesta del Califat Abbàssida
Kaykaus II, que acabava de resultar vencedor en el conflicte amb el seu germà Kilidj Arslan IV pel govern del Soldanat de Rum, es va negar a donar suport a Möngke en la conquesta del Califat Abbàssida i l'octubre del 1256 el seu general Baidju el derrotà juntament amb els cristians de l'exiliat Miquel Paleòleg a la batalla d'Aksaray i es va refugiar a Nicea, mentre el seu germà fou proclamat a Kayseri i tota l'Anatòlia esdevingué oficialment sota el govern de Möngke. A continuació, l'exèrcit va prosseguir cap a Bagdad en novembre de 1257.
El 17 de gener de 1258 va derrotar l'exèrcit abbàssida prop de la capital del califat, i el 22 de gener va deixar assetjada Bagdad. La ciutat es van rendir el 10 de febrer i el califa Al-Mustàssim fou executat. Els mongols van irrompre-hi el 13 de febrer i va començar una setmana de matances, violacions i destrucció: els mongols van arrasar i destruir mesquites, palaus, biblioteques i hospitals, la Gran biblioteca de Bagdad, amb incomptables documents històrics de gran antiguitat i llibres de valor incalculable sobre temes que anaven de la medicina a l'astronomia, va ser arrasada, fet que va posar fi a l'edat d'or de l'islam.
A la mort de Mongke el 1259 al setge del castell de Diaoyu sense cap successor declarat, Hülegü va interrompre el seu avanç a Síria i va tornar a la capital. Com a potencial kagan es va endur la majoria del seu exèrcit deixant entre 10.000 i 20.000 homes amb el seu millor general, el turc nestorià Kitbuqa Noyan.

### Incursió a Palestina
El 1260 les forces mongoles es van combinar amb les dels seus vassalls cristians a la regió del Regne Armeni de Cilícia liderat per Hethum I i els francs de Bohemon VI d'Antioquia, mentre el soldà mameluc del Caire Al-Mudhàffar Qútuz rebutjava una defensa conjunta contra els mongols amb an-Nàssir Yússuf ibn al-Aziz i Bàybars conspirava per enderrocar an-Nàssir Yússuf. Quan la conspiració fou descoberta, Bàybars es dirigí amb el seu exèrcit a Gaza.

Ofensives dels mongols a la zona del Llevant durant 1260. Els atacs èxit en Emirat aiúbida d'Alep i Damasc van conduir a atacs posteriors sobre blancs secundaris com ara Baalbek, al-Subayba, i Ajlun o altres poblacions a Palestina, incloent probablement Jerusalem. Alguns grups menors van arribar fins Gaza.

A principis de 1260 els mongols i els seus vassalls cristians van creuar l'Eufrates al nord de Síria capturant Alep per setge i avançant per la Síria musulmana, An-Nàssir Yússuf es va rendir a les forces d'Hülegü manades per Kitbuga (o Kitbuka) i va quedar presoner a Maragha. La divisió del general cristià nestorià Kitbuqa Noyan va avançar cap al sud mentre an-Nàssir Yússuf fugia en direcció a Egipte amb part del seu exèrcit. Kitbuqa es va apoderar de Damasc l'1 de març de 1260. Es va celebrar una missa cristiana a la mesquita omeia i nombroses mesquites van ser profanades. Molts relats històrics descriuen els tres governants cristians Hethum, Bohemon i Kitbuqa entrant junts a la ciutat de Damasc en triomf, encara que alguns historiadors moderns com David Morgan han qüestionat aquesta història com a apòcrifa. Hama, Baalbek, al-Subayba, i Ajlun i enviant avançades mongols a Palestina, arribant fins a Ascaló i possiblement Jerusalem, encara que no consta en cap de les fonts musulmanes. A Gaza es va establir un regiment mongol d'uns 1.000 homes, mentre que un altre grup es va assentar a Nablus. L'exèrcit mameluc va ocupar tot Síria i també Kerak. Hülegü va enviar un missatge a Lluís IX de França informant que havien lliurat Jerusalem als cristians.
L'últim rei aiúbida, an-Nàssir Yússuf fou assassinat per Hülegü. La invasió va destruir efectivament els aiúbides, que fins aleshores era una poderosa dinastia que havia governat grans parts del Llevant, Egipte i la península aràbiga. Amb la caiguda del Califat Abbàssida de Bagdad i la dinastia aiúbida de Damasc, el centre del poder islàmic es va traslladar a la capital del Soldanat Mameluc, el Caire.
Després de retirar-se de Síria, Al-Mudhàffar Qútuz va negociar a Acre amb els francs del Regne de Jerusalem per lluitar contra els mongols, i els francs van adoptar una posició passiva de neutralitat, permetent als mamelucs travessar territori croat, amb una força considerable per enfrontar-se a l'exèrcit mongol i aconseguint una victòria de rellevància històrica el 3 de setembre de 1260 en la batalla d'Ayn Jalut a Galilea, no només per a la regió, sinó també perquè era la primera vegada que una exèrcit mongol patia una derrota important, convertint-se en el límit de les conquestes mongoles. Furiós per la derrota d'Ain Jalut, Hülegü va enviar un altre exèrcit sota Baidar, un dels generals de Kitbuqa i supervivent d'Ain Jalut, i després de rebre la submissió d'Harran i Edessa va creuar l'Eufrates, va saquejar Manbij i recolzat per les forces de Bohemond VI d'Antioquia i Hethum I d'Armènia va conquerir Alep, acabant amb la presència aiúbida a Síria. El novembre de 1260, les forces mongoles van aconseguir recuperar Alep. Alertat d'això, el governant aiúbida d'Homs, Al-Ashraf Musa aliar-se amb l'emir de Hama, Al-Mansur, i els emirs mamelucs d'Alep i derrotant Baidar a la batalla d'Homs el desembre, i els mongols van retirar-se a l'altra riba de l'Eufrates.
Després d'aquesta batalla va haver diversos intents d'envair Síria, però no van aconseguir cap èxit fins a 1300, quan van poder mantenir territori sirià per alguns mesos.

### La guerra civil mongol
Un altre germà d'Hülegü i Möngke, Khublai, va saber de la mort del kagan al riu Huai a la Xina pròpiament dita. En lloc de tornar a la capital, va continuar el seu avanç cap a Wuchang, prop del riu Yangtze. El seu germà petit Arig Boke va aprofitar l'absència dels seus germans i va utilitzar la seva posició a la capital per guanyar-se el títol de kagan per ell mateix, amb representants de totes les branques familiars proclamant-lo com a líder al kurultai de Karakorum. Les morts sospitoses dels prínceps Jochid al servei d'Hülegü, la distribució desigual dels botins de guerra i les massacres d'Hülegü contra els musulmans van augmentar la ira de Berke, que va considerar donar suport a una rebel·lió al Regne de Geòrgia contra el govern de Hülegü el 1259 i 1260. Börke, de l'Horda d'Or també va forjar una aliança amb els mamelucs egipcis contra Hülegü, i va donar suport al reclamant rival de Kublai, Ariq Böke. Arig Boke va nomenar Alghu com a kan de Txagatai i el va enviar a Bishbalik, deposant Mubarak Xah al Kanat de Txagatai
Alghu també va donar suport al nomenament d'Arig Boke com a kagan, però Khublai i el seu germà Hülegü de l'Ilkanat s'hi van declarar en contra. Khublai va retirar les tropes del front contra la dinastia Song, va convocar una assemblea a Cambaluc, on pràcticament tots els prínceps grans i grans noyans residents al nord de la Xina i Manxúria van donar suport a la seva pròpia candidatura davant la d'Ariq Böke i es va proclamar kagan i retornà a les estepes de Mongòlia, amb el propòsit d'oposar-se a la proclamació d'Arig Boke, desencadenant la Guerra Civil Toluida en 1260.
En 1262 les forces de Khublai van entrar a Karakorum però un aixecament al seu territori xinès va aturar l'avanç mentre Börke podia donar suport a Arig per l'esclat de la guerra entre ell i Hülegü pel Caucas. Alghu va començar a atacar les possessions de l'Horda Blava a Coràsmia i Transoxiana, expulsant els representants de Börke i a finals de l'any va declarar per Khublai. L'única oportunitat d'Arig d'aconseguir qualsevol cosa depenia dels recursos dels txagatais, i el 1263 des de la seva base al Yenisei va atacar Alghu obligant-lo a fugir a Kashgar, mentre els Song envaien el nord de la Xina impedint que Khublai l'ajudés. Khublai va enviar Hao Jing per negociar una resolució pacífica de la guerra amb els Song però l'oferta no fou acceptada i el negociador, empresonat. Arig Boke finalment es va rendir a Khublai en 1263. Va ser empresonat per Khublai i va morir misteriosament pocs anys després de la seva rendició, amb rumors que havia estat enverinat en secret.

### Guerra civil amb Börke
Hülegü va tornar a les seves terres el 1262 quan la successió de Möngke s'havia aclarit i el seu germà Kublai Khan es va coronar com a kagan. Quan va reunir els seus exèrcits per atacar els mamelucs i venjar la derrota de la batalla d'Ayn Jalut, en canvi, es va veure arrossegat a una guerra civil amb Börke, el germà de Batu Kan, un musulmà convers i net de Genguis Kan que havia promès la seva ràbia després del saqueig de Bagdad per Hülegü i es va aliar amb els mamelucs.
Nogai Noyan, cosí de l'executat Kutar, fou nomenat per dirigir l'exèrcit de l'Horda d'Or format per 30.000 homes, va passar l'hivern al Derbent i va acampar a Xirvan. Les forces de Hülegü van marxar des d'Alatagh, la residència d'estiu, amb l'avantguarda persa manada per Shiramun, fill de Chormagun, fou derrotada prop de Shamakhi, però un segon contingent sota Abatai i Basmahgai, va vèncer a Shabran i Nogai es va haver de retirar; Hülegü va ocupar Shamakhi i va avançar cap a Derbent, que fou capturada al cap de tres dies i 8 dies després Nogai era altre cop derrotat el 16 de desembre de 1262. Hülegü va enviar el seu fill Abaka que va perseguir a l'enemic assistit per diversos caps (Shiramun, Abatai, Turan Behadir, Batu, Saldjidai, Chaghan, Belarghu, Kodos i Ilkai); van avançar cap al Terek arribant al campament de Nogai que van trobar abandonat; els perses van començar a recollir el botí, però mentre Börke havia arribat amb un exèrcit de reforç i els dos bàndols es van trobar i van lliurar batalla el 13 de gener de 1263. Börke i Nogai van sortir vencedors i Hülegü es va retirar a l'Azerbaidjan perdent part del seu exèrcit en la retirada quan el glaç del riu Terek es va trencar en passar els cavalls. Abaka fou perseguit per Börke i Nogai fins a Derbent, però el kan de l'Horda d'Or no va passar d'aquí. Hülegü en revenja per la derrota va fer matar tots els comerciants quiptxaqs que hi havia als seus dominis.
El 1264 va celebrar el seu darrer kuriltay a Tabriz, amb la presència de David VI de Geòrgia, Hethum I del Regne Armeni de Cilícia i Bohemon VI d'Antioquia. El 1264, Hülegü va passar per Bukharà de camí a la cort del kagan. Els germans Polo i probablement alguns més, van decidir seguir-lo estimulats per l'afirmació de Hülegü que el kagan no havia vist mai "llatins" (com es deia als europeus occidentals) i estaria encantat de fer-ho.
Kublai Khan va reforçar Hülegü amb 30.000 joves mongols per tal d'estabilitzar les crisis polítiques als khanats occidentals. Tan aviat com Hülegü va morir el 8 de febrer de 1265, Börke va marxar per creuar prop de Tbilisi, però va morir en el camí. Al cap de pocs mesos d'aquestes morts, també va morir Alghu Khan del Khanat Chagatai, i aquest sobtat buit de poder va afeblir el control de Kublai sobre els khanats occidentals.

## Mort
Hülegü va morir a Maraghe, al sud de Tabriz, el 8 de febrer de 1265 i va ser enterrat a la illa Shahi en el llac Urmia. El seu funeral va ser l'únic funeral d'Ilkhanate que va incloure sacrifici humà. La seva tomba no s'ha trobat mai.
Li va succeir el seu fill Abaqa. Aquest, fins llavors governador del Turquestan, va obtenir el títol gràcies a la influència de la seva mare, Oroqina Khatun, esposa del kan mort.
Durant el segle xiii, es va posar de moda a Occident allò que estigués relacionat amb els mongols, al punt que alguns nounats a Itàlia van ser anomenats com a governants mongols; per exemple, Can Grande (Gran Kan), Alaone (Hülegü), Argone (Arghun) i Cassano (Ghazan).

## Llegat
Hülegü va establir les bases de l'Ilkanat i així va obrir el camí per a l'estat posterior de la dinastia safàvida i, finalment, el país modern de l'Iran. Les conquestes de Hülegü també van obrir l'Iran tant a la influència europea des de l'oest com a la influència budista des de l'est. Així, combinat amb el patrocini dels seus successors, desenvoluparia l'excel·lència distintiva de l'Iran en l'arquitectura. Sota la dinastia de Hülegü, els historiadors iranians van començar a escriure en persa més que en àrab. va registrar, però, que es va convertir al budisme quan s'acostava a la mort, contra la voluntat de Doquz Khatun. L'erecció d'un temple budista a Khoy testimonia el seu interès per aquesta religió. Les traduccions recents de les cartes i epístoles de diversos monjos tibetans a Hulegu confirmen que era un budista de tota la vida, seguint l'escola Kagyu.
Hülegü també va patrocinar Nassir-ad-Din at-Tussí i les seves investigacions a l'observatori de Maragheh. Un altre dels seus protegits eren els germans Juvayni Alà Malik i Xams-ad-Din Juwayní. El seu regnat com a governant d'Ilkanat va ser pacífic i tolerant a la diversitat.